# Grb Međimurske županije
Grb Međimurske županije je oblika polukružnog štita u donjem dijelu i kvadratni u gornjem dijelu. Podijeljen je jednom vodoravnom i jednom okomitom podjelom na tri dijela. Gornji lijevi dio je crvene boje, a gornji desni dio bijele boje. Donji dio grba u kojem se nalazi žuta šesterokraka zvijezda, je plave boje.
Grb Međimurske županije je usvojen 1994., ali je njegova upotreba odgođena do 1996. kada je usvojen i novi dizajn zastave.

## Galerija
- Zastava Međimurske županije